# تشانغ لين
تشانغ لين (بالصينية: 常琳) (17 أبريل 1981 بداليان في الصين - ) هو لاعب كرة قدم صيني في مركز الوسط. لعب مع جيجيانغ غرينتاون وداليان ييفانغ وشانغهاي غرينلاند شينهوا وShanghai United F.C. ‏ وMeizhou Hakka F.C. ‏ ونادي سانغتشو مايتي ليونز.

## وصلات خارجية
- تشانغ لين على موقع قاعدة بيانات كرة القدم.إي يو (الإنجليزية)
- تشانغ لين على موقع Soccerway.com (الإنجليزية)